# Knud Vincents
Knud Vincents (født 31. januar 1965) er en dansk politiker fra partiet Venstre, der siden 1. januar 2022 har været borgmester i Slagelse Kommune, hvor han afløste socialdemokraten John Dyrby Paulsen.